# Yêu em từ cái nhìn đầu tiên
Yêu em từ cái nhìn đầu tiên (tiếng Trung: 微微一笑很傾城; bính âm: Wēi Wēi Yī Xiào Hěn Qīng Chéng; Hán-Việt: Vy Vy Nhất Tiếu Ngận Khuynh Thành; tiếng Anh: Just One Slight Smile is Very Alluring) là bộ phim được chuyển thể từ cuốn tiểu thuyết cùng tên của nhà văn Cố Mạn và do Lâm Ngọc Phân làm đạo diễn với sự tham gia của các diễn viên Dương Dương, Trịnh Sảng, Mao Hiểu Đồng,... Phim được chính thức khởi quay ngày 25 tháng 8 năm 2015 và đóng máy vào tháng 11 cùng năm.
Nội dung phim kể về mối tình lãng mạn từ trong game đến đời thực của Tiêu Nại và cô nàng Bối Vi Vi. Phim với độ dài 30 tập và được trình chiếu lần đầu vào ngày 22/8/2016. Tại Việt Nam, bộ phim được trình chiếu trên kênh HTV3 lúc 21h thứ hai đến thứ sáu từ ngày 19/3/2018, Kênh Đài PT-TH địa  phương.

## Nội dung
“ Yêu em từ cái nhìn đầu tiên” bắt đầu từ một câu chuyện tình yêu trên mạng. Sau khi “ly hôn” (trong trò chơi) với Chân Thủy Vô Hương – một cao thủ của game Thiện Nữ U Hồn, Bối Vy Vy – hoa khôi khoa Công nghệ thông tin trường Đại học nổi tiếng A với nickname là Lô Vĩ Vy Vy đã “tái hôn” với Đại thần Nhất Tiếu Nại Hà – đệ nhất cao thủ trong game. Không ngờ khi hai người quyết định gặp mặt nhau ngoài đời, đệ nhất cao thủ Nhất Tiếu Nại Hà lại là Tiêu Nại – đại thần của trường đại học A
- Dương Dương vai Tiêu Nại (Nhất Tiếu Nại Hà)
- Trịnh Sảng vai Bối Vy Vy (Lô Vĩ Vy Vy)
- Bạch Vũ vai Tào Quang (Vy Quang)
- Mao Hiểu Đồng vai Nhị Hỷ (Hoan Thiên Hỷ Địa)
- Trương Hách vai Chân Thiếu Tường (Chân Thủy Vô Hương)
- Tần Ngữ vai Hiểu Linh
- Ngưu Tuấn Phong vai Vu Bán San (Ngu Công)
- Tống Hân Giai Di vai Điền Ti Ti
- Trịnh Nghiệp Thành vai Hách Mi (Mô-za-a)
- Mã Xuân Thụy vai Mạnh Dật Nhiên
- Thôi Hàng vai Khưu Vĩnh Hầu (Hầu Tử Tửu)
- Trương Bân Bân vai KO
- Lưu Vũ Luân vai Vũ Dao (Tiểu Vũ Yêu Yêu)

## Đánh giá
Bộ phim đã đạt được 2,5 tỷ lượt xem online sau 6 ngày công chiếu, cán mốc hơn 12 tỷ sau khi phát sóng tập cuối. Tính đến cuối năm 2016, bộ phim có hơn 15 tỷ lượt xem trên kênh online phát sóng độc quyền Youku, hơn 24 tỷ lượt xem vào năm 2018, trở thành 1 trong 5 phim truyền hình có lượt xem online cao nhất mọi thời đại của Trung Quốc tính đến thời điểm đó. Ở mảng truyền hình, tuy không được đánh giá cao vì chủ đề không phù hợp với nhiều đối tượng khán giả nhưng phim vẫn giữ vững được vị trí 5 và 6 ở bảng rating truyền hình, trở thành bộ phim bom tấn học đường của năm. Thành công của phim đã giúp dàn diễn viên càng thêm nổi tiếng. Đặc biệt, trong thời gian chiếu phim, hai diễn viên chính Dương Dương và Trịnh Sảng luôn lọt vào Top 4 diễn viên có chỉ số truyền thông và Top 4 diễn viên có sức ảnh hưởng cao.
Bộ phim gồm 30 tập, là bảo vật trấn tiệm của Youku.
Tính đến thời điểm hiện tại đây là bộ phim đầu tiên trong lịch sử đạt được thành tích chiếu độc quyền đạt mốc 28.5 tỷ view. Lượt xem trung bình mỗi tập là 945 triệu view, đây là lượt xem trung bình tập cao nhất trong lịch sử phim Trung Quốc. Hiện tại chưa có bộ phim nào vượt qua thành tích này
Là bộ phim 4 năm liền luôn nằm trong TOP.10 hot search của Youku.
Là bộ phim dẫn tới đại chiến tranh đoạt Tiêu Nại giữa Youku và Tencent.
Phim hot ở nước ngoài, thuộc TOP.1 phim nội địa Trung Quốc có lượt view cao trên nền tảng Youtube, là bộ phim duy nhất của Trung Quốc mà mỗi tập đều đạt view trên 10 triệu trên nền tảng Youtube
Về diễn xuất, nam chính Dương Dương (Tiêu Nại) nhận về một số nhận xét trái chiều nhưng không thể phủ nhận ngoại hình và khí chất ngọc thụ lâm phong y như Tiêu Nại bước ra từ trong truyện. Nữ chính Trịnh Sảng (Bối Vy Vy) bị đánh giá tiêu cực về ngoại hình như gầy gò, không nóng bỏng như nguyên tác nhưng cũng được coi là thành công với diễn xuất tiến bộ hơn các phim khác, thần thái trẻ trung, tràn đầy khí tức "thanh xuân". Diễn viên phụ đều là trai xinh gái đẹp và có thực lực về diễn xuất mang lại thành công không nhỏ cho phim. Đặc biệt, phim thu hút được lượng lớn fan hủ nữ nhờ cặp BL là KO và Mỹ nhân sư huynh, fan game thủ vì có đề tài về game và IT. Bộ phim cũng thu hút được fan nguyên tác vì bám sát nội dung truyện.

## Nhạc phim
1. 一笑倾城 Nhất Tiếu Khuynh Thành (汪苏泷) - Uông Tô Lang (Nhạc đầu phim)
2. 微微一笑很倾城 Vi Vi Mỉm Cười Thật Khuynh Thành (杨洋) - Dương Dương (Nhạc kết phim)
3. 下一秒 / Một Giây Nữa (张碧晨) - Trương Bích Thần
4. 想遇见一个人 /Muốn gặp gỡ một người (曾咏熙) - Tăng Vịnh Hi
5. 有点甜 Có Chút Ngọt Ngào (汪苏泷) - Uông Tô Lang
6. 有可能的夜晚 / Đêm Có Khả Năng Vô Tận (曾轶可) - Tăng Dật Khả
7. 야야야 / Ya Ya Ya – Urban Zakapa
8. 遇见你·多好 / Gặp Được Em Thật Tuyệt Biết Bao – La Côn
9. 如果时间能静止 / Nếu Thời Gian Có Thể Dừng Lại – La Côn

## Trình chiếu
Năm 2016, bộ phim được chiếu tại Trung Quốc ở 3 đài là Giang Tô TV, Đông Phương TV và Thâm Quyến TV vào 19:30 hàng ngày.